# ساموئل هولمن
ساموئل توبیاس هولمن (سوئدی: Samuel Tobias Holmén؛ زادهٔ ۲۷ ژوئن ۱۹۸۴) یک بازیکن فوتبال اهل کشور سوئد است که در حال حاضر برای تیم الفسبوری در لیگ برتر سوئد در پست هافبک بازی می‌کند.
هولمن در منطقه آنه‌لوند در حوالی شهر بوروس متولد شد و ورزش فوتبال را در باشگاه آنه‌لوند آی‌اف آغاز کرد. در سال ۱۹۹۸ او به باشگاه الفسبورگ رفت. پس از چند سال بازی در گروه جوانان٬ به تیم ملی سوئد راه پیدا کرده و برای اولین بار در ماه سپتامبر سال ۲۰۰۲ به‌عنوان بازیکن ذخیره در مسابقات نیمه‌نهایی جام حذفی سوئد کار خود را شروع کرد. از آن زمان تاکنون او از بازیکنان ثابت تیم ملی سوئد بوده و همچنین به‌عنوان یکی از متعهدترین فوتبالیست‌های این کشور شناخته می‌شود.
وی برای تیم ملی سوئد ۳۲ بازی انجام داده و ۲ گل به ثمر رسانده‌است.